# 斯特凡·巴伊切蒂奇
斯特凡·巴伊切蒂奇·馬基埃拉（西班牙語：Stefan Bajčetić Maquieira；2004年10月24日—）是一名西班牙職業足球員，司職防守中場或中後衛，現效力英超球隊利物浦。他被廣泛認為是英超中最令人期待的年輕足球員之一。

## 早年生活
斯特凡·巴伊切蒂奇在2004年10月24日出生於西班牙加利西亞自治區的維戈，父親斯爾詹是前塞爾維亞職業足球員，母親則是加里西亞人。

## 俱樂部生涯
巴伊切蒂奇出自塞爾塔的青年軍，並在2020年12月以16歲之齡與英超球隊利物浦簽約，轉會費為25萬歐元，也是利物浦在英國脫歐前簽下的最後一位18歲以下外援。
利物浦意識到巴伊切蒂奇的進步後，於2022年8月與其續約。同月27日，他在9–0大勝伯恩茅斯的主場比賽中替補上場，達成個人的英超首次亮相。巴伊切蒂奇在2022年9月13日於對上阿贾克斯的分組賽中入替蒂亚戈，上演其歐冠首秀，他憑此打破此前由庫梅蒂奧的紀錄，成為利物浦史上最年輕的歐冠上陣球員。
2022年11月9日，巴伊切蒂奇聯賽盃第三輪主場擊敗德比郡的比賽中以先發身份為「紅軍」披甲。隔月26日，他在對陣阿士東維拉的比賽中射入其英超首球，助球隊在客場以3–1全取三分。這球令巴伊切蒂奇以18年2个月又4天之齡成為利物浦史上第三年輕的英超進球者，僅次於欧文和史達寧，也是繼法比加斯之後，西班牙第二年輕的英超破網球員。
2023年1月，巴伊切蒂奇的表現令他在安菲尔德獲得一紙長約。在賽場上不斷進步的他在同月連續3場英超首發對陣切尔西、狼队，以及同城死敵埃弗顿。隔月16日，巴伊切蒂奇獲「紅軍」球迷票選為一月最佳球員。

## 國家隊生涯
巴伊切蒂奇有代表西班牙和塞爾維亞參賽的資格，而其青年梯隊階段選擇為西班牙效力，並在2021年為西班牙U18上陣了三場友賽。

## 生涯數據
最後更新：2023年2月26日
| 俱樂部    | 賽季     | 聯賽     | 聯賽 | 聯賽 | 足協盃 | 足協盃 | 聯賽盃 | 聯賽盃 | 洲際賽 | 洲際賽 | 其他 | 其他 | 總計 | 總計 |
| 俱樂部    | 賽季     | 聯賽     | 上場 | 進球 | 上場   | 進球   | 上場   | 進球   | 上場   | 進球   | 上場 | 進球 | 上場 | 進球 |
| --------- | -------- | -------- | ---- | ---- | ------ | ------ | ------ | ------ | ------ | ------ | ---- | ---- | ---- | ---- |
| 利物浦U21 | 2021–22  | —        | —    | —    | —      | —      | —      | —      | —      | —      | 1    | 0    | 1    | 0    |
| 利物浦U21 | 2022–23  | —        | —    | —    | —      | —      | —      | —      | —      | —      | 2    | 0    | 2    | 0    |
| 利物浦U21 | 總計     | 總計     | —    | —    | —      | —      | —      | —      | —      | —      | 3    | 0    | 3    | 0    |
| 利物浦    | 2022–23  | 英超     | 8    | 1    | 2      | 0      | 2      | 0      | 4      | 0      | 0    | 0    | 16   | 1    |
| 生涯總計  | 生涯總計 | 生涯總計 | 8    | 1    | 2      | 0      | 2      | 0      | 4      | 0      | 3    | 0    | 19   | 1    |

1. 1 2  英格蘭足球聯賽錦標賽
2. ↑  欧洲冠军联赛

## 榮譽
利物浦
- 英格蘭聯賽盃冠军 ：2023–24